# 大卫·布龙斯坦
大卫·布龙斯坦（俄語：Дави́д Ио́нович Бронште́йн，1924年2月19日—2006年12月），苏联国际象棋棋手，特级大师。
布龙斯坦是20世纪40年代中叶到70年代中叶世界上最强的棋手之一。1951年国际象棋世界冠军赛中，他以12：12战平卫冕冠军鲍特维尼克。按照规则，鲍特维尼克得以保留冠军头衔，布龙斯坦也因此错失了获得世界冠军的机会。
布龙斯坦所写的《1953年苏黎世国际象棋锦标赛》（Zurich International Chess Tournament 1953）被认为是国际象棋书籍中的杰作。